# Lámpara de vapor de mercurio

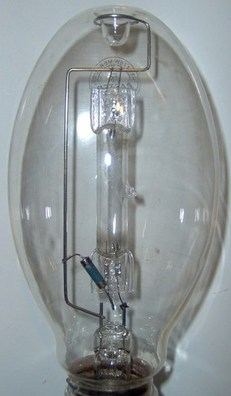
Primer plano de una lámpara de vapor de mercurio de 175 W.

Las lámparas de vapor de mercurio de alta presión consisten en un tubo de descarga de cuarzo relleno de vapor de mercurio, el cual tiene dos electrodos principales y uno auxiliar para facilitar el arranque.
La luz que emite es color azul verdoso, no contiene radiaciones rojas. Para resolver este problema se acostumbra añadir sustancias fluorescentes que emitan en esta zona del espectro. De esta manera se mejoran las características cromáticas de la lámpara, aunque también están disponibles las bombillas completamente transparentes las cuales iluminan bien en zonas donde no se requiera estrictamente una exacta reproducción de los colores.
Para su operación las lámparas de vapor de mercurio requieren de un balasto, a excepción de las llamadas lámparas mezcladoras.
Una de las características de estas lámparas es que tienen una vida útil muy larga, ya que rinde las 25000 horas de vida aunque la depreciación lumínica es considerable. En cambio, su rotura libera vapor de mercurio que incrementa el riesgo de envenenamiento por mercurio.
Existen casos en los que en este tipo de lámparas los polvos fluorescentes han desaparecido por el paso de muchos años y sin embargo la lámpara continúa encendida.
Estas lámparas han sido usadas principalmente para iluminar avenidas principales, carreteras, autopistas, parques, naves industriales y lugares poco accesibles ya que el periodo de mantenimiento es muy largo. Actualmente, las lámparas de aditivos metálicos (o Lámpara de haluro metálico), particularmente, las que encienden por pulso o pulse start, proveen mejores características a lo largo de su vida útil.

## Historia

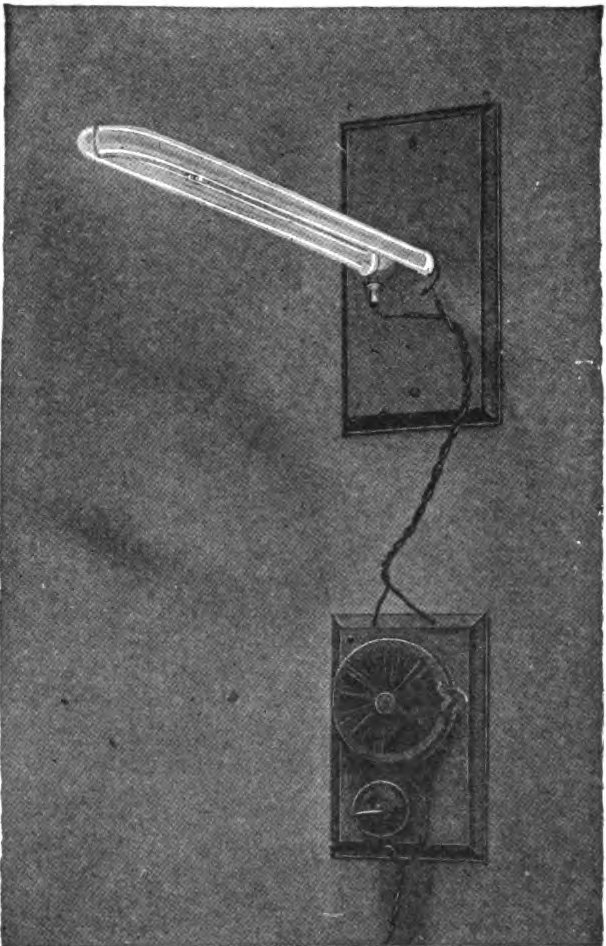
Cooper Hewitt lamp, 1903

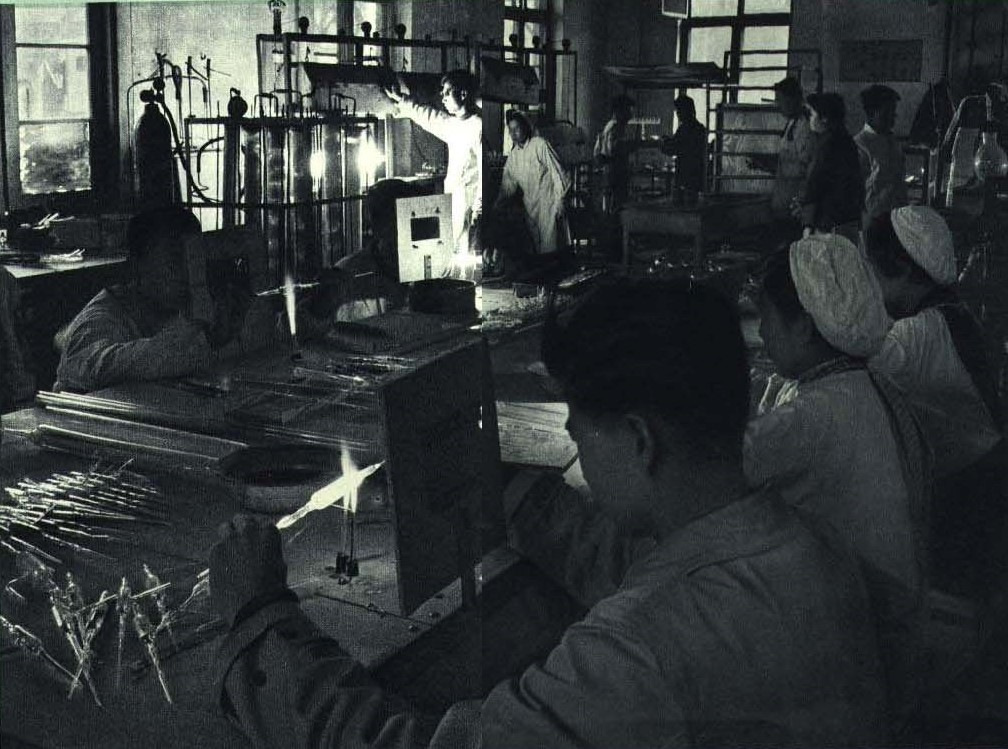
Production of high-pressure mercury vapor lamps, 1965

Charles Wheatstone había observado el espectro de una descarga eléctrica en vapor de mercurio en 1835, y notó las líneas ultravioletas en ese espectro. En 1860,  John Thomas Way utilizó lámparas de arco operadas en una mezcla de aire y de vapor de mercurio a presión atmosférica para la iluminación. El físico alemán Leo Arons (1860-1919) estudió en 1892 las descargas de mercurio  y desarrolló una lámpara basada en un arco de mercurio. En febrero de 1896,  Herbert John Dowsing y H.S. Keating de Inglaterra patentaron una lámpara de vapor de mercurio, considerada por algunos como la verdadera primera lámpara de vapor de mercurio.
La primera lámpara de vapor de mercurio que logró un éxito generalizado fue inventada en 1901 por el ingeniero estadounidense Peter Cooper Hewitt. Hewitt recibió la patente Patente USPTO n.º 682692  el 17 de septiembre de 1901. En 1903, Hewitt creó una versión mejorada que tenía cualidades de color más altas que finalmente encontró un amplio uso industrial. La luz ultravioleta de las lámparas de vapor de mercurio se aplicó al tratamiento del agua en 1910. Las lámparas de Hewitt usaban una gran cantidad de mercurio. En la década de 1930, se desarrollaron lámparas mejoradas, ya de la forma moderna, por las compañías Osram-GEC, General Electric y otras, llevaron al uso generalizado de las lámparas de vapor de mercurio para la iluminación general.

## Espectro de emisión
Los picos de emisión de mayor intensidad de las lámparas de mercurio son

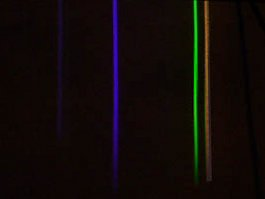
Líneas de emisión de una lámpara de Mercurio. El tinte azul verdoso de las lámparas de vapor de mercurio es causada por la fuerte presencia violeta y líneas verdes.

| Longitud de onda (nm) | Color              |
| --------------------- | ------------------ |
| 184,9499              | ultravioleta (UVC) |
| 253,6517              | ultravioleta (UVC) |
| 296,7280              | ultravioleta (UVC) |
| 365,0153              | ultravioleta (UVA) |
| 404,6563              | violeta            |
| 435,8328              | violeta-azul       |
| 546,5460              | verde              |
| 1013,976              | infrarrojo         |